# Josip Roglić
Josip Roglić (* 14. März 1906 in Župa Biokovska bei Zagvozd, Österreich-Ungarn; † 18. Oktober 1987 in Zagreb, Jugoslawien) war ein jugoslawischer Geomorphologe, Meereskundler sowie Verkehrs- und Regionalwissenschaftler. Seine bekanntesten Werke sind Beiträge zur Karstologie, die von der Typisierung und Verbreitung von Karsttypen bis zur Karstquartärgeologie und der Vegetation im Karst reichen.

## Leben
Josip Roglić wurde 1934 an der geographisch-geologischen Fakultät der Universität Belgrad promoviert und qualifizierte sich in Frankreich, Deutschland und Österreich weiter. An der naturwissenschaftlich-mathematischen Fakultät der Universität Zagreb lehrte er von 1946 bis zu seiner Emeritierung 1976 als ordentlicher Professor sowie darüber hinaus als Gastprofessor in Frankreich, Großbritannien, Österreich, Polen und den USA. Roglić schrieb für die Enzyklopädie Jugoslawiens und die Meeres-Enzyklopädie des Jugoslawischen Lexikographischen Instituts. Er verfasste zahlreiche karstologische, geologische und geomorphologische Publikationen und gründete die Kroatische Speläologische Gesellschaft.
Roglić war Ehrendoktor der Universität Dijon, Mitglied der Jugoslawischen Akademie der Wissenschaften und Künste und wurde 1968 als Mitglied in die Deutsche Akademie der Naturforscher Leopoldina aufgenommen.